# Falize
Falize is een gehucht in Bévercé, deelgemeente van de stad Malmedy in de Belgische provincie Luik. Het ligt twee kilometer ten zuidwesten van het stadscentrum van Malmedy, op de heuvelflank boven de linkeroever van de Warche.
Het gehucht ligt langs de weg van Malmedy naar Bellevaux. Een halve kilometer verderop ten zuiden ligt het gehucht Cligneval. Een halve kilometer ten oosten ligt het gehucht Otaimont.

## Geschiedenis
Op de Ferrariskaart uit de jaren 1770 wordt hier een gehucht La Falisse weergegeven.
Tijdens de Franse bezetting op het eind van de 18de eeuw was het gebied deel van het Franse departement Ourthe; daarna was het in de 19de eeuw onderdeel van de Pruisische Rijnprovincie. In 1887 werden verschillende landelijke dorpjes en gehuchtjes rond de stad Malmedy samengebracht in een nieuwe gemeente (Landbürgermeisterei) Bévercé. Binnen die gemeente werd Falize ondergebracht in de sectie (Landgemeinde) Burnenville.
Na de Eerste Wereldoorlog werd het gebied met de gemeente Bévercé als deel van de Oostkantons aangehecht bij België.
Bij de gemeentelijke herindelingen werd Bévercé in 1977, met het gehucht Falize, bij de gemeente Malmedy gevoegd.

## Bezienswaardigheden

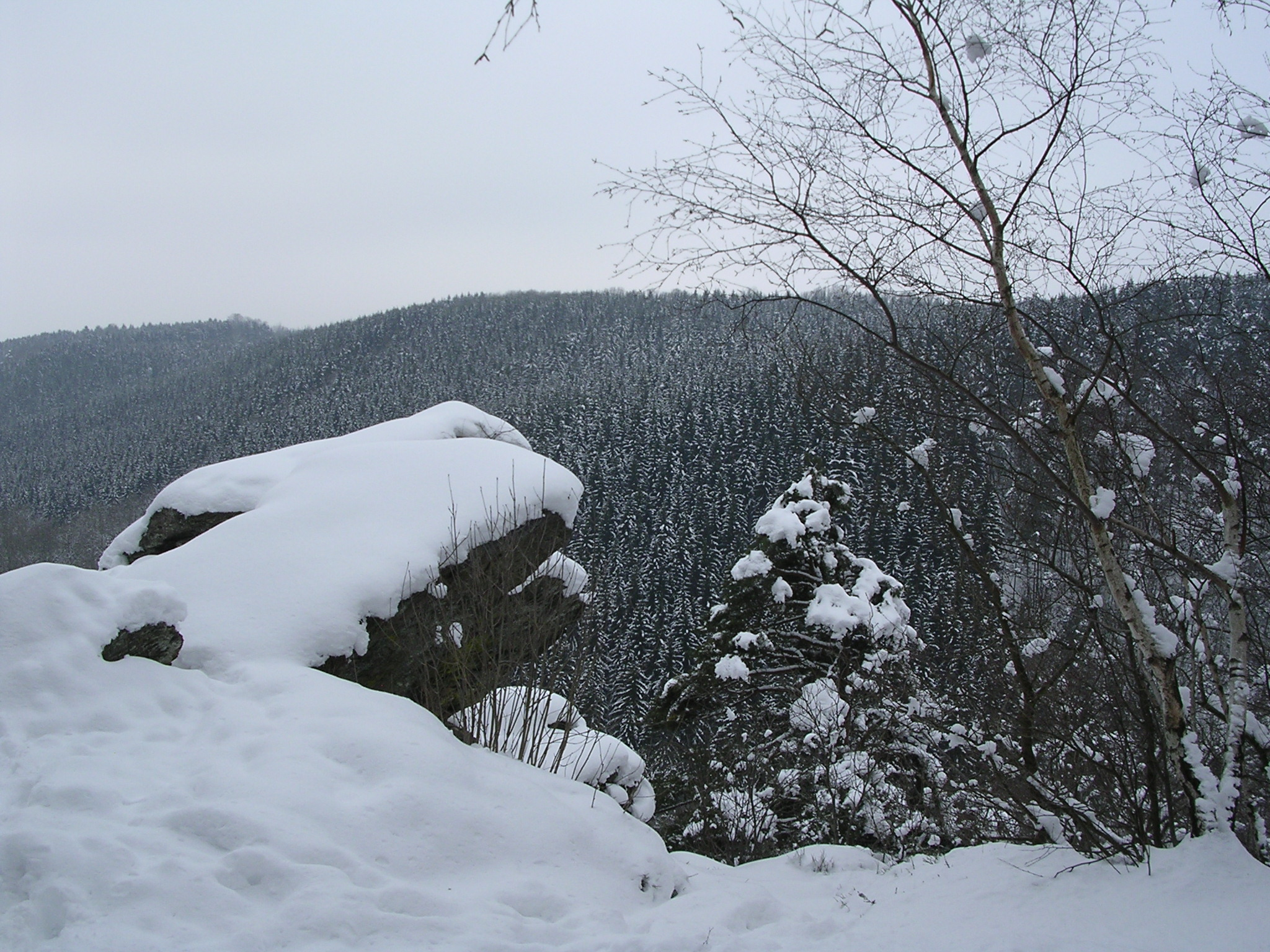
Rocher de Falize

- De Rocher de Falize, een rots die 70 meter boven de Warche uitsteekt

Deelgemeenten: Bellevaux-Ligneuville · Bévercé · Malmedy

Overige kernen: Arimont · Baugnez · Bellevaux · Bernister · Boussire · Burnenville · Chevofosse · Chôdes · Cligneval · Difflot · Falize · Floriheid · G'doûmont · Géromont · Gohimont · Hédomont · Lamonriville · Lasnenville · Ligneuville · Longfaye · Macampagne · Mé · Meiz · Mont · Otaimont · Planche · Pont · Préaix · Reculémont · Ronxhy · Warche · Winbomont · Xhoffraix · Xhurdebise

Belgische gemeenten · arrondissement Verviers · provincie Luik · Wallonië